# Drumnadrochit
Drumnadrochit (skotsk gælisk: Druim na Drochaid) er en landsby i Highland i Skotland, der ligger tæt ved vedsbredden af Loch Ness ved foden af Glen Urquhart. Landsbyen ligger tæt ved flere andre landsbyer, inklusive Milton mod vest, Kilmore mod øst og Lewiston mod syd. Landsbyen fungerer som turistcenter for regional turisme centreret om Loch Ness.
Lidt uden for landsbyen med udsigt til Loch Ness ligger ruinen af Urquhart Castle.